# Gadzi
Gadzi ist eine Kleinstadt in der Präfektur Mambéré im Südwesten der Zentralafrikanischen Republik. Sie ist die Hauptstadt der gleichnamigen Unterpräfektur. Die Bevölkerung betrug 2014 etwa 6500 Personen.

## Lage und Verkehr
Gadzi liegt auf einer Höhe von etwa 620 m auf einem kleinen Höhenrücken zwischen dem Fluss Topia und einem weiteren Zufluss zum Lobaye. Dieser Fluss mündet weiter südlich an der Grenze zur Demokratischen Republik Kongo in den Ubangi.
Die Stadt wird von der Route Nationale 6 durchquert, die von Gamboula an der Grenze zu Kamerun bis in die Hauptstadt Bangui führt. Sie liegt in etwa in der Mitte zwischen Carnot und Boda.
Westlich der Stadt liegt eine Landepiste. Die Stadt verfügt über eine Schule, eine kleine Polizei- und eine Krankenstation. Dieser fehlt es jedoch an Versorgung mit Medikamenten.

## Bürgerkrieg
Während ihrer großen Offensive im Jahr 2013 war die muslimisch dominierte Séléka auch in Gadzi stark vertreten und aktiv. Als diese im Februar 2014 von der christlich dominierten Anti-Balaka vertrieben wurde, kam es in Gadzi, im Gegensatz zu Nachbarorten, zu keinen Zwischenfällen. Während andernorts die muslimischen Fulbe aus ihren Orten flüchten mussten, wurde die muslimische Bevölkerung in Gadzi von den offiziellen Stellen und den örtlichen Selbstverteidigungskräften verteidigt.
Anfang März 2021 hatten etwa 50 Rebellen der Coalition des patriotes pour le changement (CPC) ihren Stützpunkt auf dem Flugplatz von Gadzi. Ihre Aktivitäten konzentrierten sich jedoch auf den westlichen Nachbarort Guen.